# Cançoner català
El Cançoner català és un cançoner manuscrit fragmentari copiat a finals del segle xv, probablement a la dècada del 1460. Està decorat amb grans caplletres ombrejades i es va estructurar en tres seccions, una dedicada a Joan Berenguer de Masdovelles, una que coincideix amb una secció del Cançoner d'obres enamorades i un recull d'obra d'Ausias March. El recull de March està en una secció separada, cosa que significa que l'autor ja era considerat com a destacadament singular en el moment de l'elaboració del cançoner.